# Euphorbia verrucosa
Euphorbia verrucosa är en törelväxtart som beskrevs av Carl von Linné. Euphorbia verrucosa ingår i släktet törlar, och familjen törelväxter. Inga underarter finns listade i Catalogue of Life.

## Bildgalleri

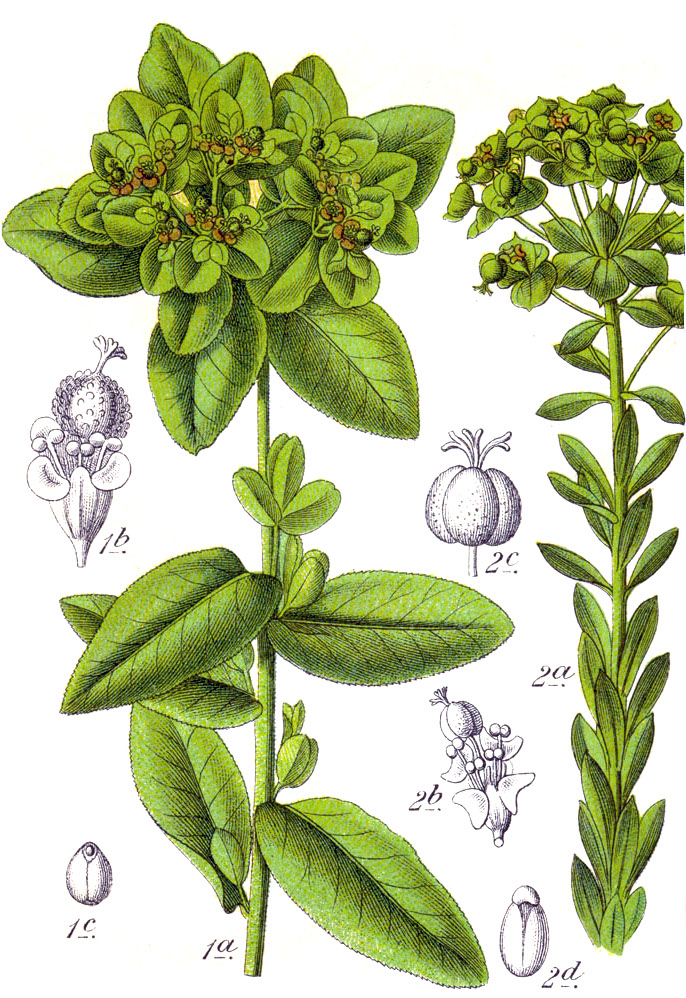
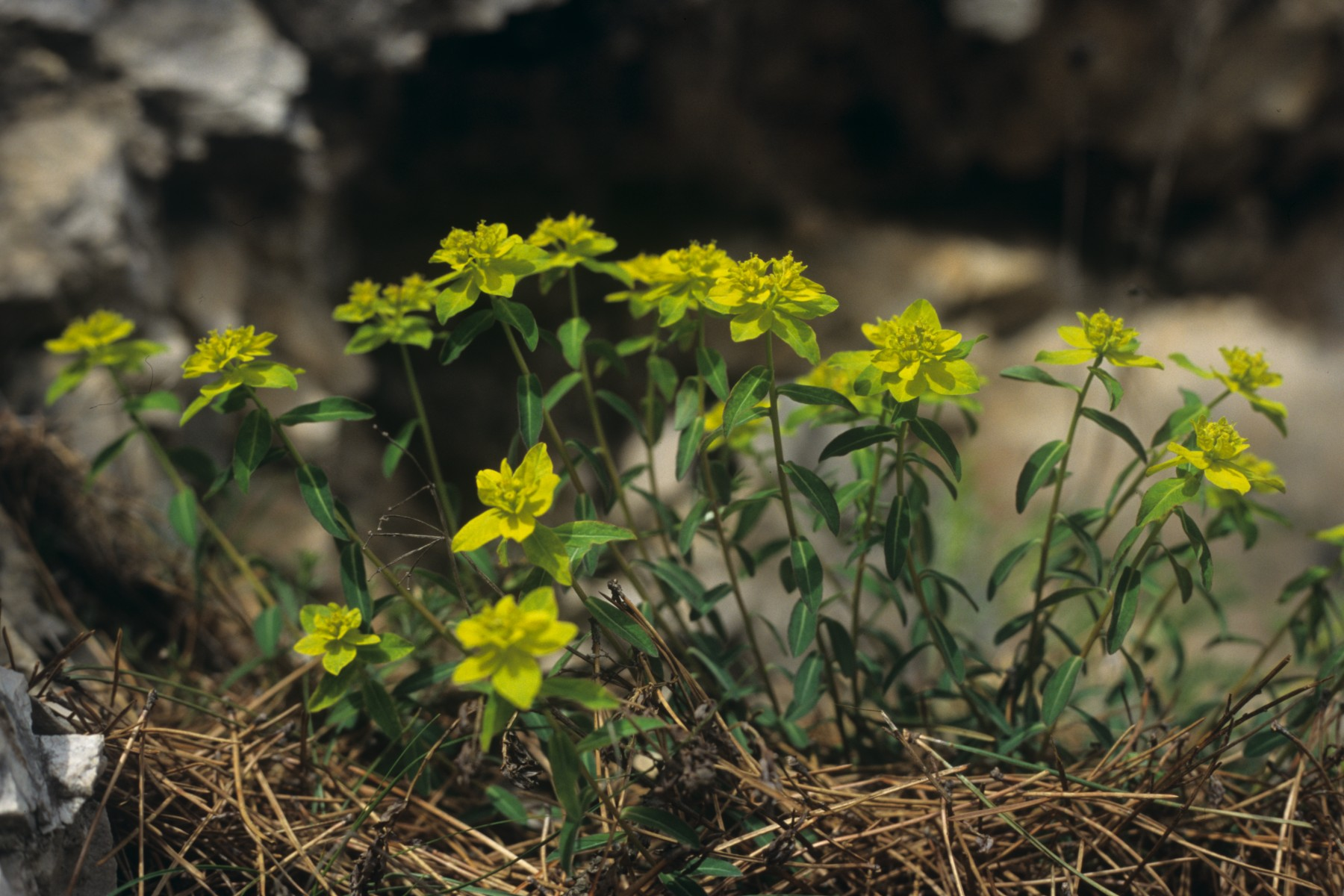
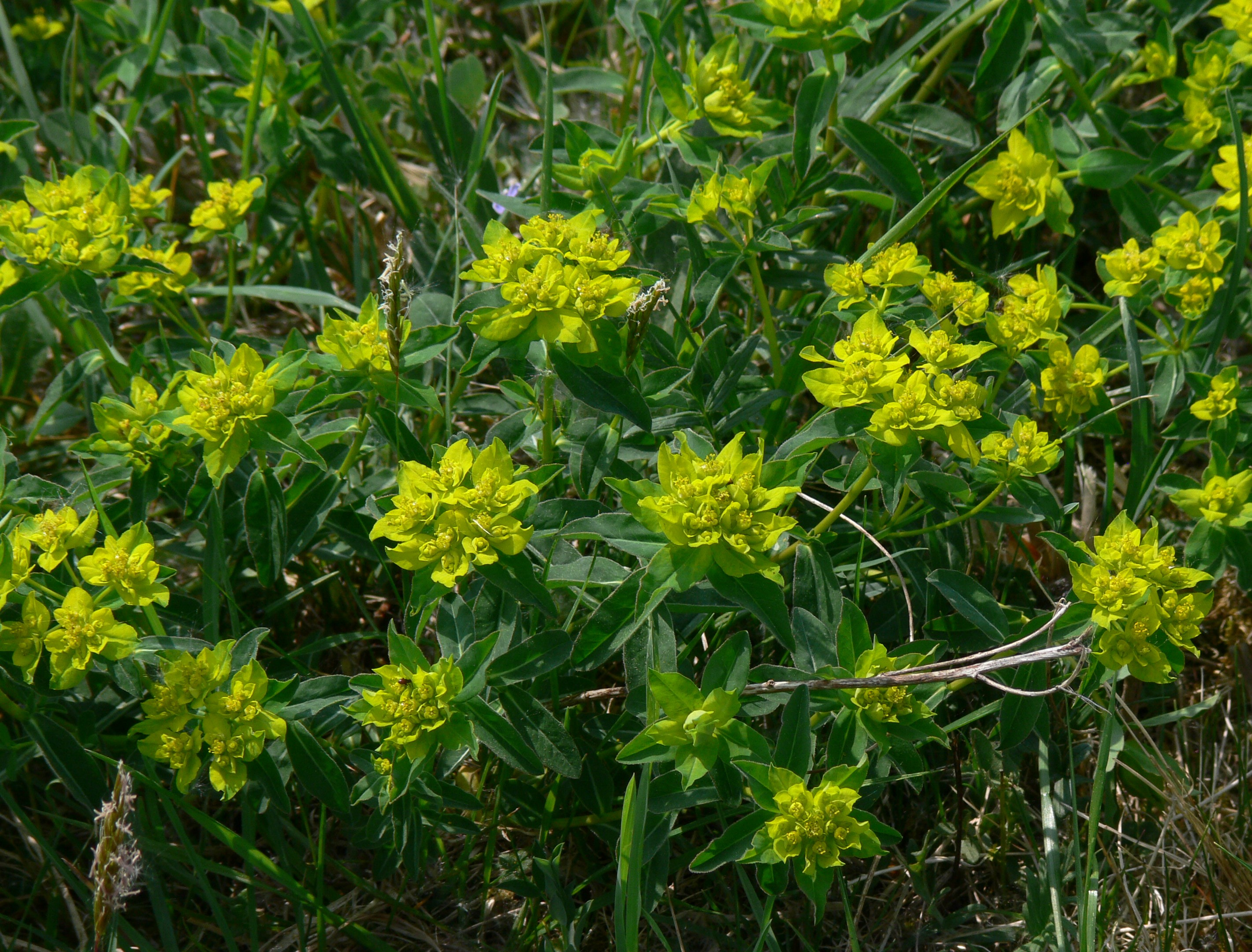
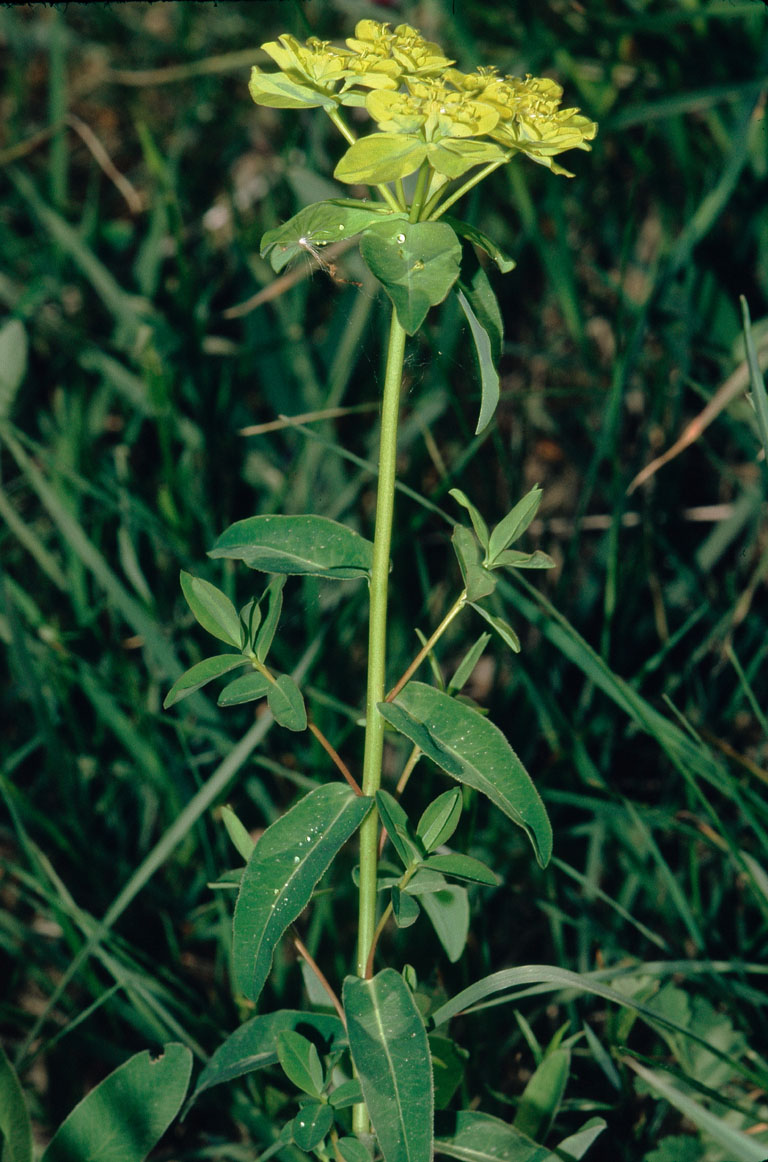
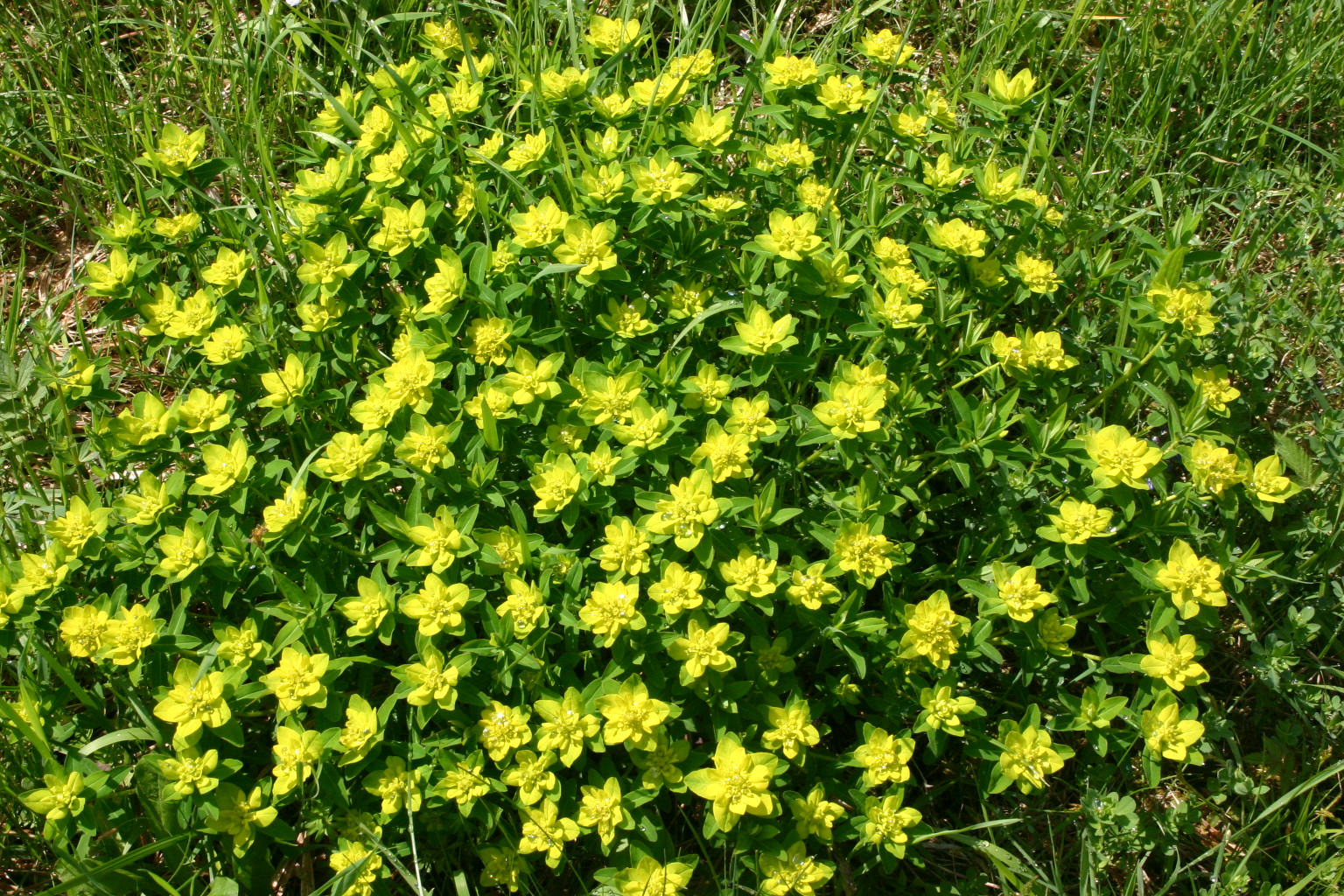
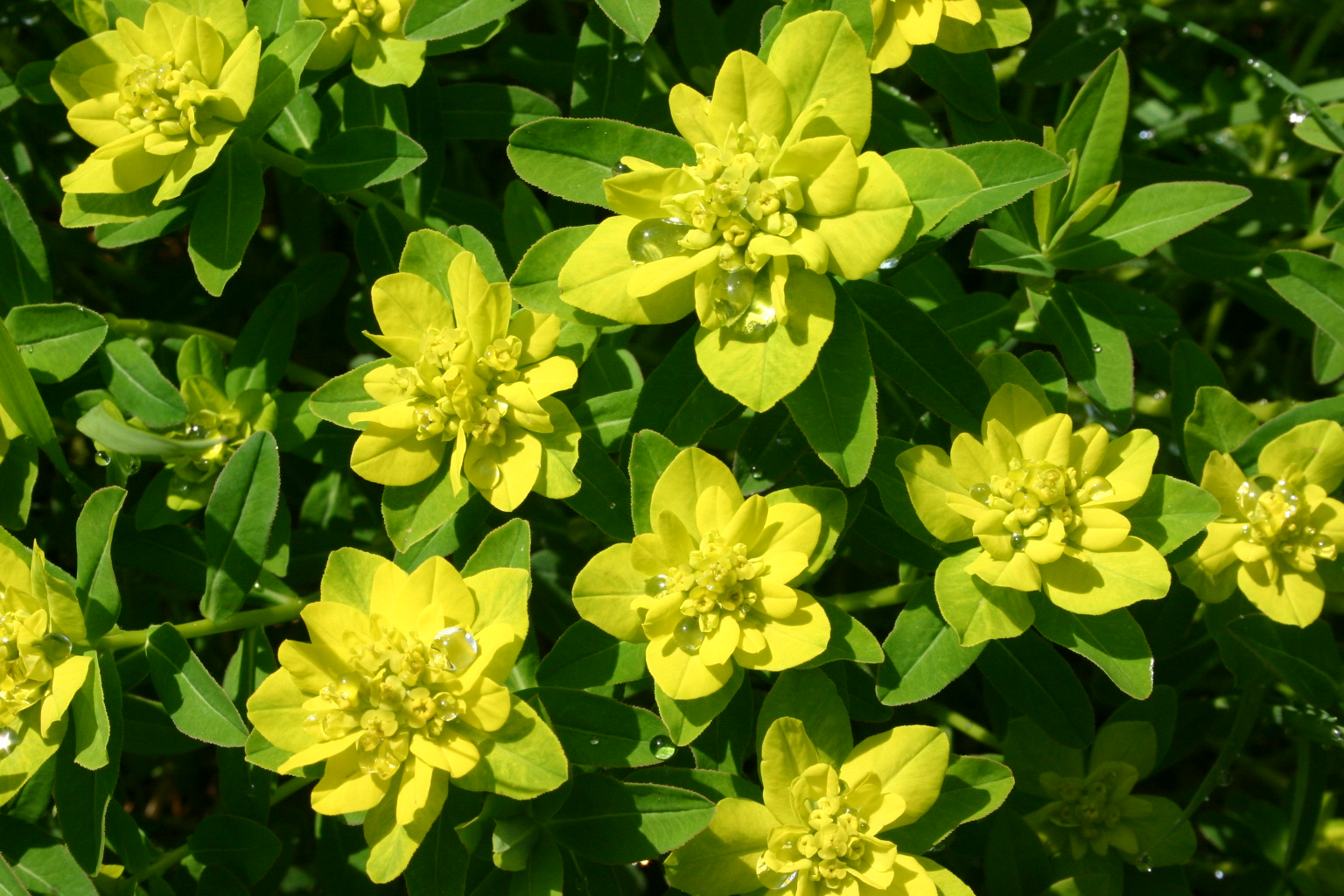